# 毛鳍单臂鳎
毛鳍单臂鳎（学名：Monochirus trichodactylus）为輻鰭魚綱鰈形目鰨亞目鳎科单臂鳎属的鱼类，俗名单鳍鳎，為熱帶海水魚，分布于印度尼西亚东南部安汶岛等，棲息在底層水域，生活習性不明。该物种的模式产地在安汶岛。